# Roupie pakistanaise
Pour les articles homonymes, voir Roupie.
La roupie pakistanaise (en ourdou : روپیہ) est la monnaie officielle de la république islamique du Pakistan depuis l'indépendance du pays en 1947. L'émission de la monnaie est contrôlée depuis 1948 par la Banque d'État du Pakistan, qui siège à Karachi, le centre financier du pays.
Le symbole le plus couramment utilisé pour la roupie pakistanaise est « Rs » mais son code international est « PKR ». Au Pakistan, la monnaie est désignée sous les noms, rupees, rupaya ou rupaye. La première monnaie appelée ainsi a été mise en circulation au XVIe siècle par Sher Shah Suri, et après s'être développée sous le Raj britannique, elle se scinde de la roupie indienne après la création du Pakistan. 

## Historique

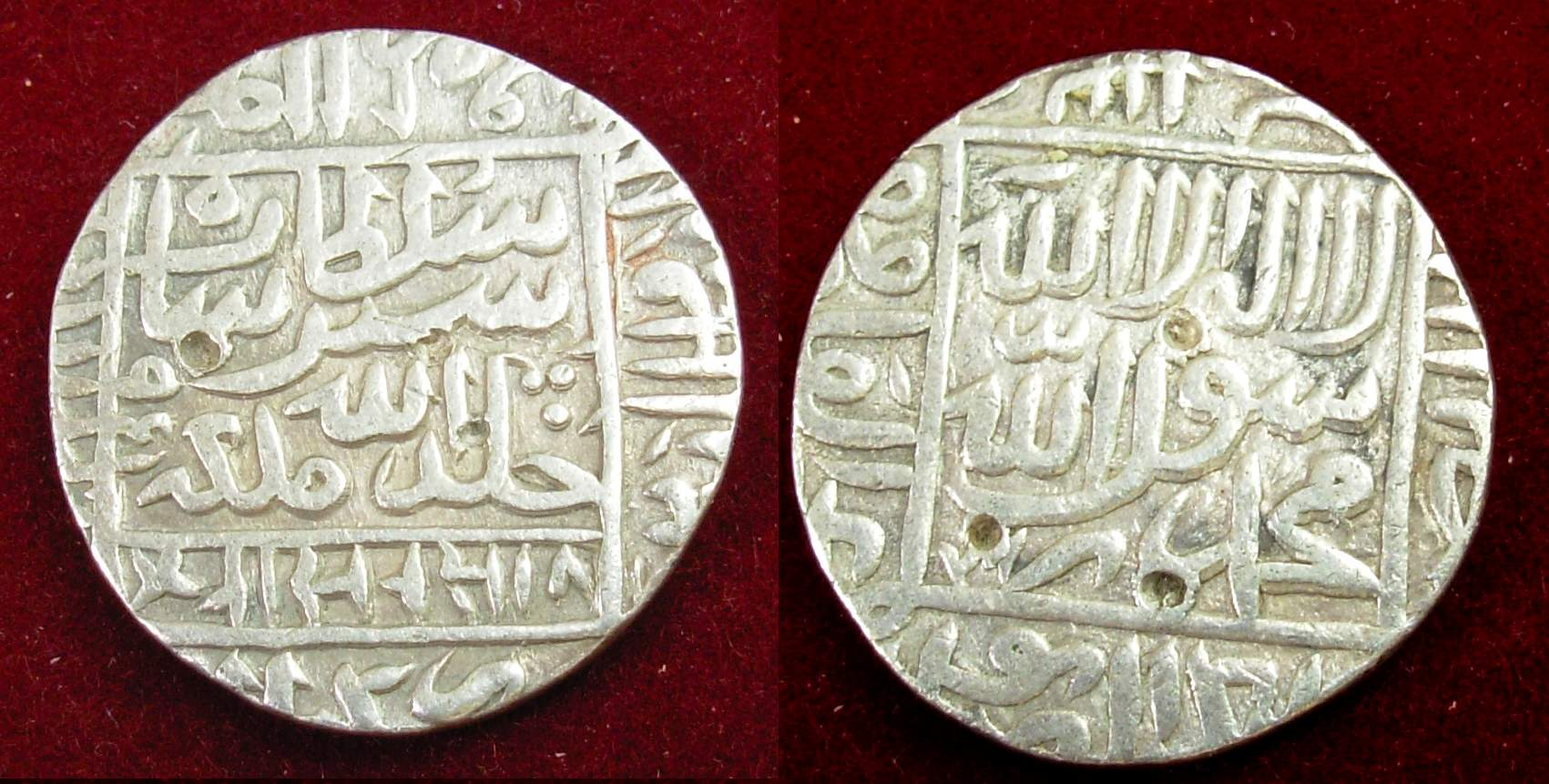
Rupiya mise en circulation par Sher Shah Suri au XVIe siècle, la première roupie.

Le mot « roupie » est issu de l'hindi et de l'ourdou « rupiyah », qui vient lui-même du sanskrit « rupyah » qui signifie littéralement « argent forgé », à comprendre comme « pièce en argent », « rupah » signifiant « image, apparence » en référence à la gravure présente sur une pièce de monnaie. 
C'est durant le règne du Padishah (empereur) de l'Inde Sher Shah Suri (1540-1545) qu'apparaissent des pièces de monnaie en argent pesant 178 grains, qui sont appelées en hindi « rupiya ». Cette monnaie continue ensuite à être utilisée durant les trois siècles de l'Empire moghol puis sous l'Empire marathe et le Raj britannique. Sous ce dernier, la monnaie se développe notamment grâce au commerce de la Compagnie britannique des Indes orientales et prend son apparence moderne. En 1947, alors que l'Inde accède à l'indépendance et que le Pakistan est fondé, le monnaie se divise entre la roupie indienne et la roupie pakistanaise. Cette dernière est mise en circulant dès 1947, mais face à la rapidité des évènements et les difficultés de la constitution d'un nouvel État en si peu de temps, les premières roupies pakistanaises sont en fait des billets indiens simplement tamponnés d'un sceau pakistanais. C'est seulement l'année suivante que les premiers billets et pièces sont mis en circulation. La même année, la Banque d'État du Pakistan est créée pour succéder à la Banque de réserve de l'Inde et contrôler la circulation des billets. Elle devient opérationnelle le 1er juillet 1948.

## Pièces et billets
Trois pièces de monnaie étaient à la base en circulation : 1, 2 et 5 roupies. En 2016, une pièce de 10 roupies fait son apparition. Toutes les pièces ont une apparence différente, notamment par leurs couleurs puisque les matériaux utilisés différent. La première pièce est en bronze, la seconde utilise du laiton et la troisième du cupronickel.
| Pièces en circulation | Pièces en circulation | Pièces en circulation | Pièces en circulation | Pièces en circulation | Pièces en circulation                  | Pièces en circulation |
| Revers                | Avers                 | Valeur                | Année                 | Description du revers | Description de l'avers                 |                       |
| --------------------- | --------------------- | --------------------- | --------------------- | --------------------- | -------------------------------------- | --------------------- |
|                       |                       | 1                     | depuis 1998           | Muhammad Ali Jinnah   | Mausolée La'l Shahbâz Qalandar, Sehwan |                       |
|                       |                       | 2                     | depuis 1998           | Croissant et étoile   | Mosquée Royale, Lahore                 |                       |
|                       |                       | 5                     | depuis 2002           | Croissant et étoile   |                                        |                       |
|                       |                       | 10                    | depuis 2016           | Croissant et étoile   | Mosquée Faisal, Islamabad              |                       |
| Source : crnindia.com |                       |                       |                       |                       |                                        |                       |

À partir de 2005, de nouveaux billets sont mis en circulation par la Banque d'État du Pakistan. Trois nouvelles valeurs sont alors ajoutées parmi les nouveaux billets : 5, 20 et 5 000. Le premier de ces trois là est cela dit retiré en 2012. L'anglais et l'ourdou, les deux langues officielles du pays, apparaissent sur les billets.
| Billets en circulation depuis 2005 | Billets en circulation depuis 2005 | Billets en circulation depuis 2005 | Billets en circulation depuis 2005 | Billets en circulation depuis 2005 | Billets en circulation depuis 2005 | Billets en circulation depuis 2005                  | Billets en circulation depuis 2005 |
| Image                              | Image                              | Valeur                             | Dimensions                         | Couleur                            | Description                        | Description                                         | Années                             |
| revers                             | avers                              | Valeur                             | Dimensions                         | Couleur                            | revers                             | avers                                               | Années                             |
| ---------------------------------- | ---------------------------------- | ---------------------------------- | ---------------------------------- | ---------------------------------- | ---------------------------------- | --------------------------------------------------- | ---------------------------------- |
|                                    |                                    | 5                                  | 115 × 65 mm                        | Vert et gris                       | Muhammad Ali Jinnah                | port de Gwadar, Baloutchistan                       | 8 juillet 2008 – 31 décembre 2012  |
|                                    |                                    | 10                                 | 115 × 65 mm                        | Vert                               | Muhammad Ali Jinnah                | Passe de Khyber, agence de Khyber, régions tribales | depuis le 27 mai 2006              |
|                                    |                                    | 20                                 | 123 × 65 mm                        | Marron, orange et vert             | Muhammad Ali Jinnah                | Mohenjo-daro, district de Larkana, Sind             | depuis le 22 mars 2008             |
|                                    |                                    | 50                                 | 131 × 65 mm                        | Violet                             | Muhammad Ali Jinnah                | K2, sommet le plus haut du pays                     | depuis le 8 juillet 2008           |
|                                    |                                    | 100                                | 139 × 65 mm                        | Rouge                              | Muhammad Ali Jinnah                | Quaid-e-Azam à Ziarat, Baloutchistan                | depuis le 11 novembre 2006         |
|                                    |                                    | 500                                | 147 × 65 mm                        | Vert                               | Muhammad Ali Jinnah                | Mosquée Royale à Lahore                             | depuis le 11 novembre 2006         |
|                                    |                                    | 1000                               | 155 × 65 mm                        | Bleu foncé                         | Muhammad Ali Jinnah                | Islamia College University à Peshawar               | depuis le 26 février 2007          |
|                                    |                                    | 5000                               | 163 × 65 mm                        | Moutarde                           | Muhammad Ali Jinnah                | Mosquée Faisal, Islamabad                           | depuis le 27 mai 2006              |
| Source : Banque d'État du Pakistan |                                    |                                    |                                    |                                    |                                    |                                                     |                                    |

## Taux de change

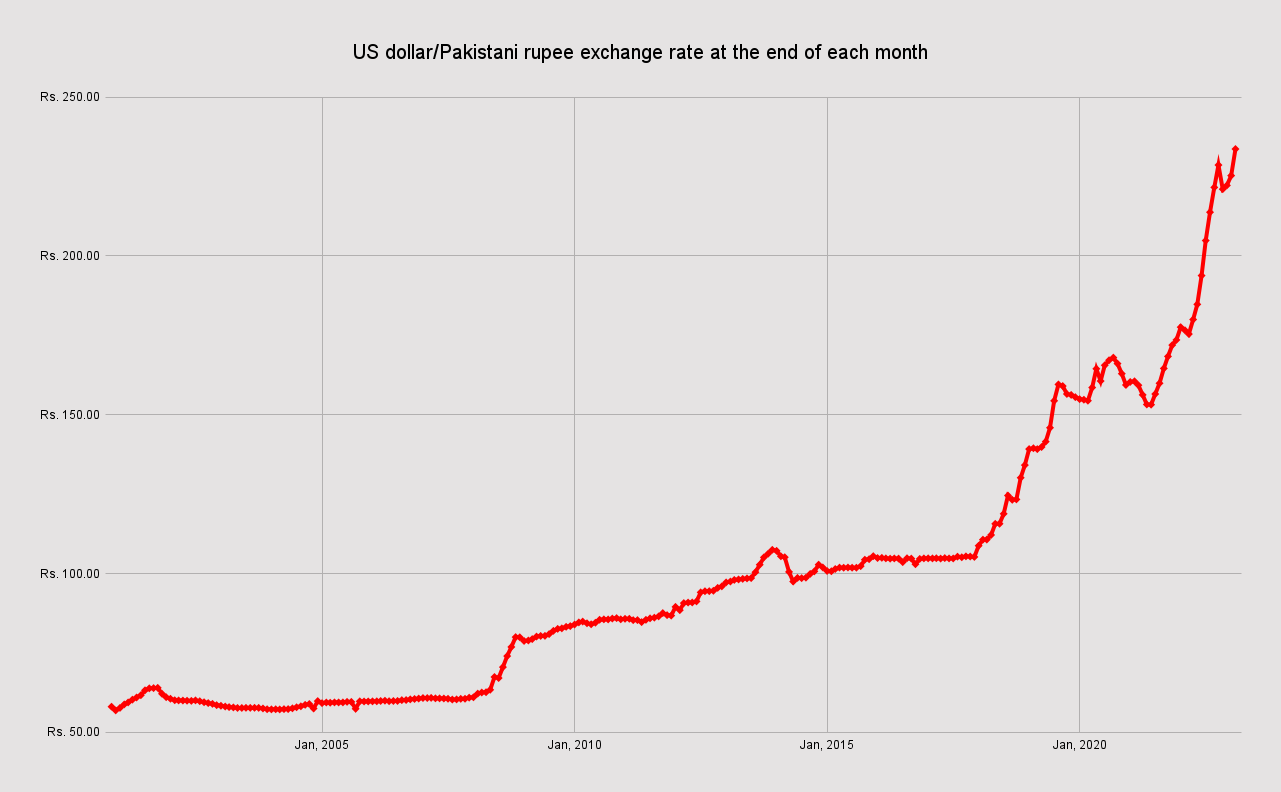
Taux de change de la roupie pakistanaise avec le dollar américain entre 2000 et 2023.

Le taux de change de la roupie pakistanaise avec les autres devises est resté lié à la livre sterling jusqu'au 17 septembre 1971. À cette date, le gouvernement décide de s'arrimer au dollar américain, étant donné son importance considérable au sein du commerce mondial. Le 11 mai 1972, un dollar vaut 11 roupies et les dévaluations de la devise américaine entrainent une surévaluation de la roupie. En 1982, le général et président Muhammad Zia-ul-Haq décide de passer à un régime de flottement dirigé, abandonnant ainsi toute fixation à une autre monnaie.
En 1994, la roupie pakistanaise devient totalement convertible sans restrictions dans le cadre de réformes libérales visant à encourager les investissements étrangers. Cependant, entre juillet 1998 et juillet 2000, face aux sanctions internationales contre le Pakistan pour ses essais nucléaires et l'instabilité politique nationale, le pouvoir décide de restreindre de nouveau les échanges en repassant à un régime de flottement dirigé. Entre 2007 et 2008, la roupie connait une des plus fortes dévaluations de son histoire face à de nouvelles instabilités politiques et à la guerre qui secoue le pays. En une année, la monnaie perd 23 % de sa valeur et s'établit à 77 roupies pour un dollar le 15 août 2008. Le 28 février 2017, un dollar américain vaut 104,6 roupies. En juillet 2019, un dollar vaut 159 roupies. En février 2024, le dollars américain vaut 279 roupies pakistanaises.